# Peterskyrkans baldakin
Peterskyrkans baldakin (italienska: Baldacchino di San Pietro, L'Altare di Bernini) är ett stort skulpterat barockbronstak, kallat ciborium eller baldakin, över högaltaret i Peterskyrkan i Vatikanstaten. Baldakinen är belägen i mitten av kyrkans korsmitt, och direkt under basilikans kupol. Baldakinen ritades av Giovanni Lorenzo Bernini och är tänkt att på ett monumentalt sätt markera platsen för Petrus grav.
På uppdrag av påven Urban VIII började arbetet 1623 och avslutades 1634. Baldakinen fungerar som ett visuellt fokus inom basilikan.